# Xystis
Een xystis is een lange chiton die werd gedragen door wagenmenners tijdens de wagenrennen. Het gewaad bedekte het gehele lichaam en werd aan de taille vastgemaakt met een riem. Op de rug van de wagenmenner werd het gewaad door twee gekruiste riemen vastgemaakt zodat het gewaad niet kon uitzetten door de wind tijdens de wagenren.

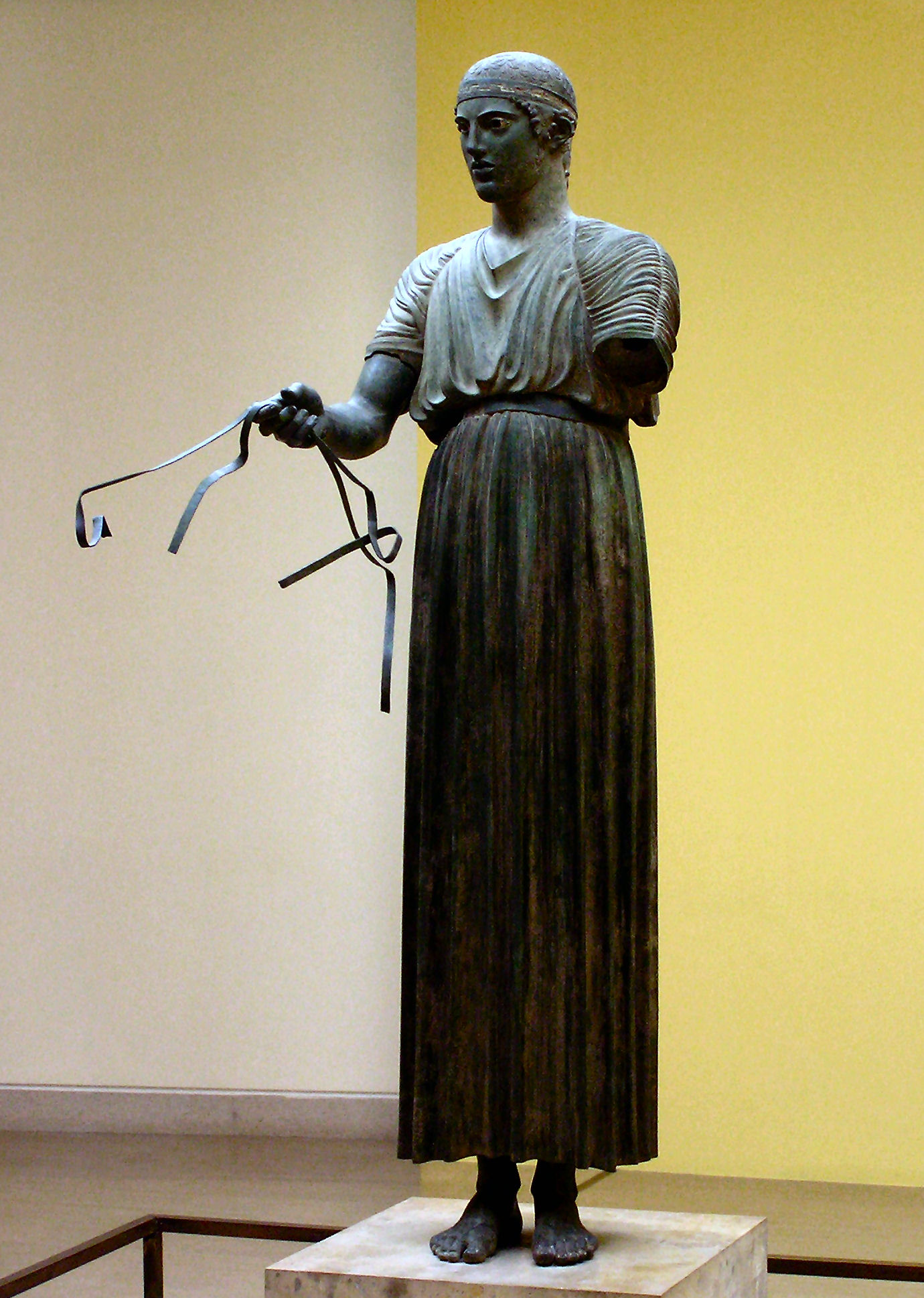
De Wagenmenner van Delphi draagt een xystis.